# Heterakis isolonche
Heterakis isolonche ist ein die Blinddärme besiedelnder Parasit bei Vögeln aus der Unterordnung der Spulwürmer. Er befällt vor allem Hühner, Wachteln, Fasane, Auerhühner und Enten. Er ist einer der Auslöser der Heterakiose.

## Merkmale
Männchen sind 7 bis 13 mm lang, Weibchen 10 bis 15 mm. Die Spicula sind lang und sind beide von gleicher Länge, aber asymmetrisch. Männchen haben einen großen Saugnapf vor der Kloake und prominente Kaudalflügel mit großen Kaudalpapillen. Die Eier sind 65–75 × 38–45 μm groß und haben eine dicke, aber glatte Schale.

## Lebenszyklus
Heterakis isolonche hat einen direkten Lebenszyklus ohne Zwischenwirt, es können aber Regenwürmer als paratenischer Wirt fungieren. Die Eier gelangen mit dem Kot in die Außenwelt. Unter optimalen Temperaturen entwickelt sich innerhalb von zwei Wochen im Ei die Larve 3. Die Eier können in der Außenwelt mehrere Monate ansteckend bleiben. Die Ansteckung erfolgt entweder durch Aufnahme der Eier als Schmierinfektion oder durch die zuvor in die Gewebe der Regenwürmer ausgewanderten Larven mit dem Regenwurm. Im Darm des Endwirts entwickelt sich die Larve zum Adulten. Die Präpatenz beträgt etwa vier Wochen, die Adulten haben eine Lebensdauer von etwa einem Jahr.